# Patul lui Procust (roman)
Patul lui Procust este un roman psihologic scris de Camil Petrescu, apărut pentru prima oară în februarie 1933, în două volume, la Editura Națională Ciornei. Mesajul romanului constă în limitarea umană în univers și în conștiință, în semne, în obsesia de a măsura și a fi măsurat lumea și pe sine. 

## Rezumat
Autorul face presiuni asupra doamnei T. pentru a o convinge să scrie despre experiența sa din întreaga viață. Rezultatul acestor presiuni se observă imediat când doamna T. îi trimite trei scrisori în care îi mărturisește dragostea față de Fred Vasilescu, pe care îl identifică în acestea cu litera „X”. Trecuse mult timp de când se despărțiseră, însă doamna T. nu îl putea uita pe fostul ei iubit. 
Aceasta s-a întors din Germania în țară, unde a pornit afaceri cu mobilă. Acest lucru a determinat apariția la micul magazin deținut de doamna T. a lui Fred Vasilescu, care i-a solicitat acesteia să-i decoreze apartamentul. Urmarea decorării apartamentului a fost începutul relației între doamna T. și Fred.
În aceleași scrisori pe care le-a trimis autorului, doamna T. declara cum că, după încheierea relației acesteia cu Fred, a dorit să îl revadă. Istorisind o întâmplare din vremea când ea era iubita lui Fred, spune că a fost invitată de acesta la el acasă, unde ea s-a dus cu un buchet de flori, însă tot ce a găsit a fost o scrisoare prin care Fred își cerea scuze că nu poate fi prezent. Întorcându-se acasă, doamna T. l-a găsit așteptând pe D., un bărbat ce purtase iubirea acesteia timp de 16 ani. În prima fază, doamna T. se supără pe D. care începe să plângă. Impresionată de suferința lui D., doamna T. îi mărturisește că nu-l iubește. Doamnei T. îi era prea milă de acesta pentru a-i spune că persoana lui îi displace.
Într-o altă scrisoare, doamna T. scrie că relația ei cu D. nu mai era atât de caldă. Cu toate acestea, doamna T. îl primește într-o zi acasă la ea pe D., care-i cântă o melodie de dragoste. În aceeași seară, doamna T. era distrată de la efortul lui D. de a o face să-l iubească și se gândea tot timpul la Fred Vasilescu, lucru sesizat și de D., care a observat că doamna T. nu se gândea măcar o clipă la el. O altă întâmplare descrisă în scrisorile doamnei T. se desfășura la teatru, unde îl vede pe D. după o perioadă mai lungă cu o tânără. Pentru a-l face pe acesta să crească în ochii domnișoarei, doamna T. îl chemă pe D. la ea, lucru ce-l încântă pe acesta. Nu la mult timp după această întâmplare, doamna T. pleacă într-o excursie și se întâlnește în tren cu Fred Vasilescu și noua sa amantă. Acest lucru a făcut-o pe doamna T. să înțeleagă că cei doi vor urma să-și petreacă sărbătorile în locurile unde și ea cu Fred veneau pentru a-și consuma timpul liber. Acest lucru a supărat-o pe doamna T. care s-a bucurat în momentul în care D. i-a trimis un buchet de flori și o carte de vizită.
Autorul însă îi cere și lui Fred să scrie, dar acesta din urmă îi oferă în schimb jurnalul intitulat „Într-o după-amiază de august”. Fred Vasilescu, fiul lui Tănase Vasilescu zis lumânărarul, era un bărbat de 25 de ani care într-o după-amiază de august i-a făcut o vizită Emiliei Răchitaru. Din cauză că nu se simțea atras în nici un fel de aceasta, el i-a dat să citească scrisorile lui George Ladima care o iubise mult. Astfel, Fred a aflat că Ladima, poet și ziarist recunoscut, o iubea pe Emilia. George Ladima, care era îndrăgostit până peste cap de Emilia i-a făcut rost de o slujbă la Teatrul Național din București și a scris o sumedenie de articole în ziarul Veacul, la care era angajat, care favorizau și-i punctau talentul. Fred Vasilescu și-a dat seama că Ladima nu a avut posibilitatea să o cunoască foarte bine pe Emilia sau bani să o urmeze în locurile unde ea mergea. Din acest motiv, Ladima și-a imaginat-o pe Emilia drept femeia ideală și nu se gândea măcar o clipă că aceasta de fapt se folosea de el pentru a reuși în carieră. Însă la un moment dat Ladima și-a dat seama ce se întâmpla și care erau intențiile Emiliei, însă a continuat să accepte scuzele inventate de aceasta. După un timp, Ladima a început să stea mai mult cu Valeria, sora Emiliei. Emilia a încercat o relație cu un grec, Arghiopol, însă nu a ținut. După terminarea relației dintre Emilia și Ladima, acesta i-a scris cerându-i să îl reprimească în viața ei, mărturisind că a suferit foarte mult. Emilia a avut mai multe relații cu mai mulți bărbați și a început să îl mintă pe Ladima. O dată i-a dat întâlnire la cinematograf, dar Ladima a așteptat-o o oră și jumătate după care a văzut-o la brațul unui grec în oraș. Altă dată s-a dus la ea acasă și a găsit-o închisă în cameră . Aceasta s-a speriat când l-a auzit pe Ladima intrând în casă și s-a încuiat în cameră cu Nae Gheorghidiu (Ladima nu știa cu cine era Emilia în cameră).
Cedând psihic și dându-și seama că nu-l iubește, George Ladima îi scrie o scrisoare Emiliei în care-i cere toate scrisorile înapoi, pe care însă nu le primește, pe motiv că Emilia le-ar fi pierdut. La distanță de două săptămâni, Ladima s-a sinucis. Purta la el, în buzunarul hainei, o scrisoare de dragoste către doamna T. Modul sinuciderii a fost împușcare direct în inimă cu un revolver. Fred Vasilescu a stat de vorbă cu prietenii lui Ladima, aflând că acesta n-o iubise vreodată pe doamna T. și că banii ce fuseseră găsiți în buzunarul hainei după moarte erau împrumutați. După ce Fred Vasilescu i-a dat jurnalul autorului, a murit a doua zi într-un accident de avion, lăsându-și toată averea prin testament doamnei T. care plecase în Germania. La întoarcerea din Germania a primit din partea autorului jurnalul iubitului ei.

## Personaje
- Fred Vasilescu - aviator
- Autorul
- Doamna T.
- Emilia Răchitaru - actriță
- George Ladima - ziarist, poet
- Nae Gheorghidiu

## Scriere și publicare
Camil Petrescu a început să strângă material pentru Patul lui Procust încă din anul 1925. El menționează că tehnica viitorului roman, precum și preocupările de analiză psihologică sunt oarecum asemănătoare cu cele din Ultima noapte de dragoste, întâia noapte de război.
Romanul a fost publicat în 1933, la Editura Națională Ciornei.

## Analiză

### Tehnica romanului
Romanul cuprinde multe note de subsol, considerații estetice, articole pe diverse teme privind aspecte sociale și politice și poeme, adunate de autor mai târziu în Versuri, ediția din 1957. A surprins prin noutatea tehnică, până atunci aspect secundar într-o operă literară. Pentru a motiva scrisorile doamnei T., cu care debutează romanul, scriitorul face considerații asupra artei teatrale. Primele pagini, de subsol, sunt un mic tratat de estetică dramatică, cu opinii originale.În Patul lui Procust perspectiva și vocea sunt atribuite unor personaje determinate. Avem acces la conștiința acestor personaje-naratori, iar între ele este așezat însuși Autorul, care face un fel de figurație în propriul roman. Pentru prima oară în romanul românesc apare analiza psihologică în varianta ionică, potrivit căreia cititorului nu i se oferă nicio garanție exterioară de adevăr al faptelor, ci numai confruntarea punctelor de vedere subiective. Camil Petrescu a realizat în acest roman o multiplicare a perspectivelor, introspecția nu mai reprezintă exclusiv un mijloc de autocunoaștere, ci și unul de cunoaștere a celuilalt. Autenticitatea devine posibilă doar prin revelarea unui eu, dar nu trebuie redusă la jurnalul intim, adică la expresia eului propriu; prin extrapolarea rezultatelor ei devine o metodă de a cunoaște orice eu.
Patul lui Procust este considerat de critici un roman eseist, iar Camil Petrescu un existențialist avant la lettre. Pasajele fiind semnalate ca fiind eseistice (pe teme diversificate, de la filosofie la designul interior și estetica vestimentației) din romanele lui sunt adaptate la regimul epic prin introducerea dialogurilor. Prima secvență eseistă din acest roman este construită pe baza unui dialog despre vestimentație, între Fred Vasilescu și Ladima.
Deși roman de analiză, Patul lui Procust este și un roman obiectiv. Mijloacele artistice rămân marcate de estetica lui Proust, dar devin unelte care susțin observația scriitorului în contact cu realitatea obiectivă și contribuie la formarea unei perspective prin excelență realiste.

### Personaje (caracterizare)
Personajele romanului sunt oameni cu o structură psihologică deosebit de complicată și de fină în același timp. Dramatismul izvorăște din conflictele interioare, din conștiință, tocmai la astfel de indivizi, caractere puternice, oameni capabili să trăiască cu un maximum de intensitate o multiformă viață sufletească.
Dacă doamna T., o femeie lucidă, cu probleme de conștiință, este idealul feminin, Fred Vasilescu este idealul masculin. Portretul lui este constituit pentru a combate ideea că mondenitatea exclude inteligența. Este un personaj profund, capabil de adevărate drame interioare. În dialogul cu Fred Vasilescu, în indicațiile pe care i le dă pentru compunerea jurnalului, scriitorul susține autenticitatea artei, fără a uita, totuși, să menționeze că scrisorile personajelor sale sunt ficțiune.
O parte din jurnalul lui Fred o formează scrisorile lui Ladima, poet oniric și ermetic, publicist temut pentru intransigența cu care își apără ideile, către Emilia, actriță vulgară și mediocră, fără talent. Ladima înfățișează drama socială a intelectualului onest, a gazetarului ce scrie pentru adevăr, refuzat și disprețuit de afaceriștii și politicienii epocii. Pentru că nu are energia necesară de a lupta cu realitatea din jurul lui, personaj complet inadaptabil, Ladima, respins de Emilia, se sinucide din cauza inaniției și a eșecurilor pe toate planurile. Procesul psihologic prin care un ziarist lucid, dar și un poet de o autentică sensibilitate, ajunge să vadă în Emilia calități pe care aceasta nu le posedă, este explicat de Fred Vasilescu prin analogia cu un cartofor care, deși pierde sume mari de bani, e mulțumit pentru că a jucat. Emilia este o femeie lipsită de inteligență, de finețe, de orice farmec interior, o femeie vulgară în limbaj și în gesturi. Nimic din ființa ei nu poate inspira dragoste adevărată. Și totuși Ladima o iubește, dar nu așa cum este ea în realitate, ci așa cum și-o imaginează el. 
Din scrisorile doamnei T., din jurnalul lui Fred Vasilescu, din scrisorile lui Ladima către Emilia și din comentariile autorului, se desprinde una dintre cele mai viguroase imagini ale societății românești de după primul război mondial.

### Asemănări cu Andre Gide și Marcel Proust
În Patul lui Procust, jocurile intertextuale determină o apropiere de modalitățile romanești gidiene și proustiene. Este un roman gidian, urmând tehnica „caietelor” și a „jurnalelor” lui André Gide. De asemenea, cuprinde influențe din stilul literar al lui Marcel Proust, potrivit căruia autorul nu este omiscient și omniprezent, scriitorul nu știe mai mult decât orice individ din societate, romanul nu e scris de romancier. Este gidian în macrostructuri (jurnalul doamnei T., jurnalul lui Fred Vasilescu și cele două Epiloguri). În interiorul acestora, prin mecanismul declanșării fluxului memoriei involuntare/voluntare este prezentă influența proustiană. Dar Camil Petrescu nu este un epigon al acestor scriitori, căci apar caracteristici ale scrisului său care îl individualizează puternic.

## Apreciere critică
George Călinescu, în lucrarea sa Istoria literaturii române de la origini până în prezent, apreciază acest roman ca fiind unul matur. Romanul este o demonstrație și un program. Scrisorile nu sunt autentice, ci compuse de autor, astfel că, potrivit criticului, autorul se întoarce, într-un fel, la stilul romanului epistolar. Pentru a insinua că arta nu are legătură cu romanul, autorul pretinde că nu a scris el însuși cartea. Scrierea începe cu trei scrisori ale doamnei T., iar restul romanului este, practic, un raport al unui amant al doamnei T. (Fred Vasilescu), un om uimit de conversația ciudată a scriitorilor. Autorul îl invită și pe el să scrie, la fel cum procedează cu doamna T.

## Semnificația titlului
Patul lui Procust este un mit preluat din mitologia greacă. Abia menționat de izvoarele antice, el și-a găsit prea puțin ecou literar, iar Camil Petrescu este singurul ce-l dă drept titlu, numind astfel o întreagă operă și viziune. Imaginea Lui Procust, care își tortura victimele pe patul său rămâne obsesiv în memorie. Autorul a redat prin titlu ideea unui singur act, a unei secvențe ce se repetă mereu cu alți actori, ajungând în cele din urmă să se anuleze pe sine. În cartea lui Camil Petrescu, sunt prezentate destine paralele, care se înfățișează în primul rând ca întâmplări de dragoste. Pe lângă strategiile prin care a dat textului său aparența neelaborării, a fragmentării, creatorul utilizează tot atâtea modalități de închegare a intrigii romanești.
Potrivit lui Șerban Cioculescu, titlul reprezintă „tortura conștiinței”. Această tortură reflectă pătrunderea de sine, înțelegerea și autoînțelegerea.
Titlul romanului vine din nota de subsol ce cuprinde poezia trimisă Emiliei. Apare marginal, cu precizarea autorului „pentru cititorii care vor s-o cunoască”, de parcă prin ea titlul cărții ar deveni facultativ și lectura mitică doar una posibilă printre altele. Acest poem face parte dintr-un ciclu de patru poeme înrudite.

## Ecranizare
Patul lui Procust a fost ecranizat în 2001 în filmul cu același nume, produs în studiourile Flux Film Studio din Republica Moldova, regizat de Sergiu Prodan și Viorica Meșină. În rolurile principale au jucat Maia Morgenstern, Gheorghe Dinică, Oleg Iankovski, Petru Vutcărău.

## Vezi și
- Cei care plătesc cu viața - film din 1989